# Laguna Seca (circuit)

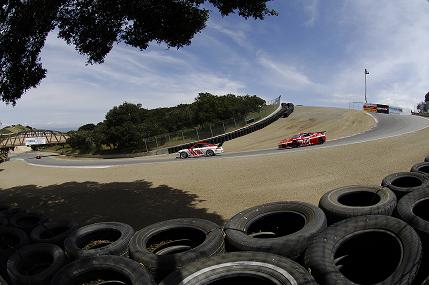
De Corkscrew op Laguna Seca.

Laguna Seca is een racecircuit gelegen in Monterey, Californië. Het werd in 1957 gebouwd en het heeft een lengte van 3,6 km. Het circuit stond van 1983 tot 2004 op de Champ Car kalender. Momenteel wordt het gebruikt voor races in diverse raceklasses, onder meer in de American Le Mans Series, de Rolex Sports Car Series en de MotoGP.
Een van de unieke kenmerken van het circuit is de Corkscrew, een chicane die op een heuvel in dalende lijn afloopt waardoor het een zogenaamde blinde chicane is. Omdat de temperaturen in Monterey vaak aan de hoge kant zijn, zijn de races vaak een slijtageslag voor de auto's, onder meer voor de banden door de hoge asfalttemperaturen.
De Uruguayaanse Champ Car coureur Gonzalo Rodríguez kwam op dit circuit om het leven door een zwaar ongeluk tijdens trainingen voor de race in 1999.
Tussen 1988 en 1994 stond het circuit, met uitzondering van 1992, als Grand Prix-wegrace van de Verenigde Staten op de kalender van het wereldkampioenschap wegrace. Sinds 2005 is de Grand Prix terug en wordt de MotoGP-klasse in het bijprogramma van het AMA Superbike Championship verreden. De Amerikaan Wayne Rainey won de race drie jaar op rij in de 500cc klasse, tussen 1989 en 1991.
Tijdens het A1GP seizoen 2005-2006 werd er gereden op Laguna Seca. De Mexicaanse coureur Salvador Durán won zowel de sprintrace als de hoofdrace.

## Winnaars op het circuit
Winnaars op het circuit voor een race uit de Champ Car kalender.
| Jaar | Rijder             |
| ---- | ------------------ |
| 1983 | Teo Fabi           |
| 1984 | Bobby Rahal        |
| 1985 | Bobby Rahal        |
| 1986 | Bobby Rahal        |
| 1987 | Bobby Rahal        |
| 1988 | Danny Sullivan     |
| 1989 | Rick Mears         |
| 1990 | Danny Sullivan     |
| 1991 | Michael Andretti   |
| 1992 | Michael Andretti   |
| 1993 | Paul Tracy         |
| 1994 | Paul Tracy         |
| 1995 | Gil de Ferran      |
| 1996 | Alex Zanardi       |
| 1997 | Jimmy Vasser       |
| 1998 | Bryan Herta        |
| 1999 | Bryan Herta        |
| 2000 | Hélio Castroneves  |
| 2001 | Max Papis          |
| 2002 | Cristiano da Matta |
| 2003 | Patrick Carpentier |
| 2004 | Patrick Carpentier |